# Nick Plott
 Nicolas Plott (11 de agosto de 1984), conocido por su alias "Tasteless", es un comentarista de eSports estadounidense. Ha sido comentarista en múltiples torneos de Starcraft y Starcraft II. Actualmente ofrece comentarios para los juegos Global StarCraft II League y AfreecaTV StarLeague, junto con Dan "Artosis" Stemkoski. 

## Primeros años
Plott se crio en Kansas City, Kansas. Al graduarse de la escuela secundaria, comenzó a estudiar filosofía y psicología a la Universidad Regis en Denver. Fue miembro del equipo de debate parlamentario y consideró continuar sus estudios con un doble doctorado en derecho y filosofía, pero en su lugar se dedicó completamente al StarCraft.  

## Carrera deStarCraft

### Jugador
En 1998, Plott y su hermano menor Sean compraron una copia de StarCraft en una tienda local de videojuegos. Solían mirarse jugar mutuamente mientras se ofrecían consejos sobre el juego. Jugaban en línea de forma casual, pero se vieron obstaculizados por una lenta conexión a Internet. Visitaron un cibercafé cercano donde se encontraron con jugadores hasta cinco años mayores, que jugaban y les ganaban. Estas derrotas y las provocaciones siguientes fueron una inspiración temprana para que los hermanos perfeccionaran sus habilidades en el juego, aunque nunca regresaron al café. 
Con la llegada de Internet de alta velocidad, los hermanos jugaron StarCraft de manera competitiva en servidores coreanos. Jugaron y ganaron torneos mientras estaban en la escuela secundaria. Nick perdió el interés en la universidad cuando ésta no le permitió incorporar StarCraft en sus estudios. Jugó el juego durante la secundaria y la universidad. 

### Comentarista
Al perder ante su hermano en los World Cyber Games 2005, Plott fue un espectador durante el resto de los juegos. Se sintió frustrado por el manejo inexperto de los matices del juego por parte del comentarista, y solicitó ser coanfitrión de los comentarios. Fue un éxito, y recibió ofertas para comentar sin paga en Europa, Japón y Singapur.  
En su último semestre de la universidad, la compañía de transmisión coreana GOM TV invitó a Plott a comentar en inglés para el recientemente anunciado StarCraft II, como parte de una estrategia de la cadena para ampliar su alcance. Esto no garantizaba una carrera y no era una apuesta fácil, pero le dio a Plott la oportunidad de hacer su carrera como comentarista de StarCraft y convertirse en el primer comentarista occidental de StarCraft en Corea del Sur. En una semana abandonó la universidad y llegó a Seúl.  

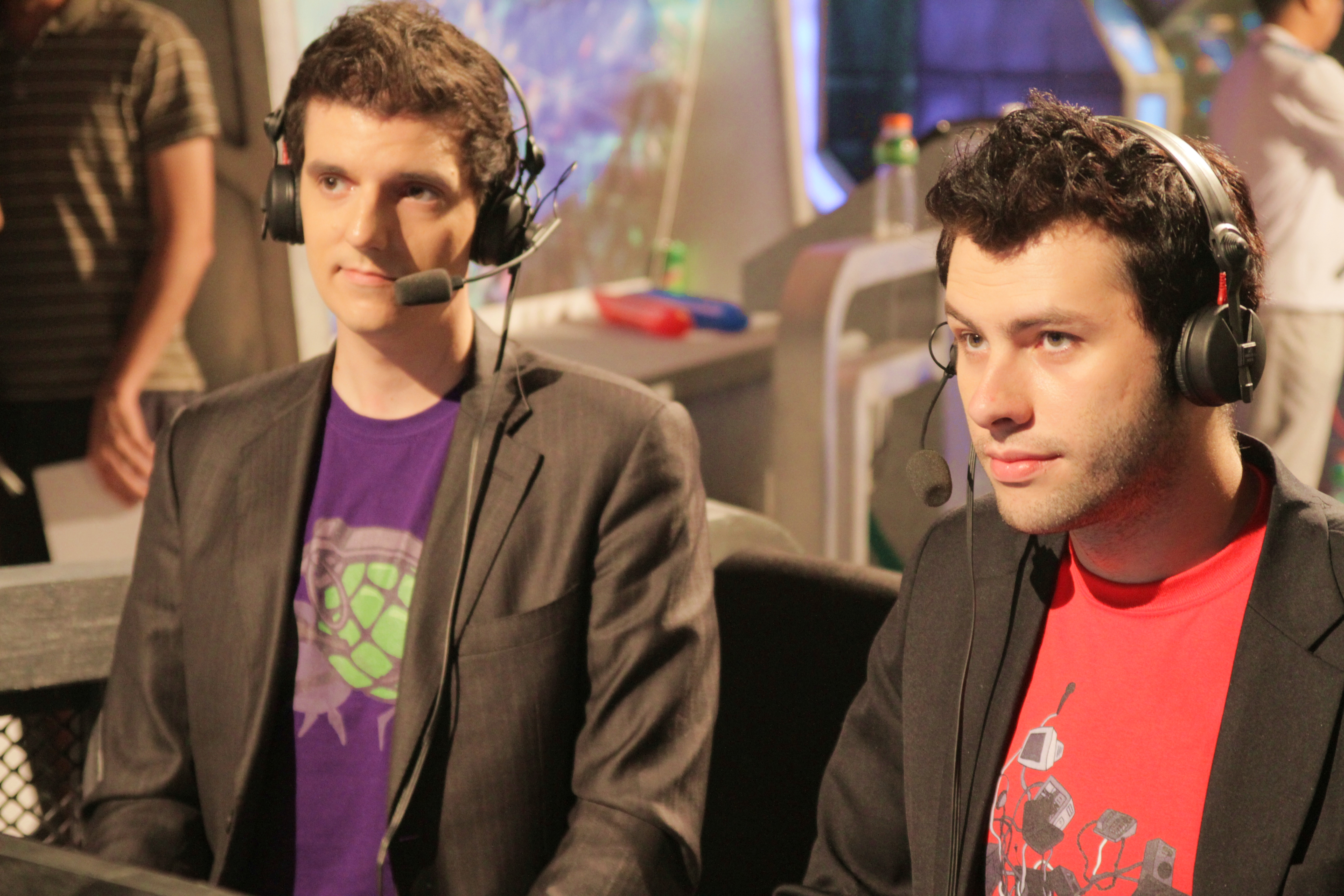
Stemkoski y Plott en un torneo surcoreano de StarCraft, 2011

En Corea, Plott durmió en casas de sus amigos y trabajó como comentarista donde pudo. A medida que se acercaba el lanzamiento de StarCraft II, Plott y otro comentarista estadounidense viviendo en Seúl, Dan "Artosis" Stemkoski, habían logrado tener números importantes de seguidores, y tenían el interés comercial de las cadenas de transmisión. Empezaron a transmitir juntos y se hicieron conocidos por la unión de sus apodos, Tasteless y Artosis, como Tastosis. Antes de asociarse, se conocían como jugadores a través de sus carreras competitivas, pero se hicieron amigos en Corea. Polygon le atribuyó su éxito a la dinámica "mágica" de sus personalidades complementarias, Plott más audaz y sociable, y Stemkoski más analítico y enciclopédico. En julio de 2013, Polygon reportó que Tastosis era el dúo más conocido de transmisiones de StarCraft II en el mundo, ambos comentando para GOMTV Global StarCraft II League.
En 2014 se realizó un documental sobre su carrera llamado Sons of StarCraft que fue financiado mediante micromecenazgo.  
Stemkoski y Plott se preparan por separado. Stemkoski  mira partidos de StarCraft  constantemente, mientras que  Plott estudia comentarios de deportes no tradicionales y las principales noticias sobre StarCraft. Juntos, incorporan historias de equipo y sus respectivas estrategias en los comentarios. Para Plott, las lecturas matizadas de Tastosis sobre las tácticas de los jugadores y sus eventualidades son una "puerta de entrada" para atraer a un nuevo público  hacia StarCraft. 
Plott transmitió junto a Stemkoski en las finales de Europa de la StarCraft II World Championship Series 2012, finales de Australia y Oceanía, nacionales del Reino Unido, DreamHack Winter 2011, IGN Pro League Season Two, Major League Gaming 2012 Spring Arena, Raleigh, y 2011 Orlando. Plott estuvo dentro del primer grupo de personas en firmar con la agencia de deportes electrónicos eSports Management Group en 2012. 
Dos personajes easter egg en StarCraft II: Heart of the Swarm llevan el nombre de Artosis y Plott.  
En una entrevista con el Korea Times, Plott declaró: "Desde que era un niño pequeño, siempre quise venir a Corea porque éste es el lugar donde comenzaron los torneos de StarCraft".